# Cànnabis medicinal
El cànnabis medicinal és cànnabis i cannabinoides que són receptats pels metges per als seus pacients. L'ús del cànnabis com a medicament no s'ha provat rigorosament a causa de les restriccions de producció i dels governs, la qual cosa ha comportat en una investigació clínica limitada per definir la seguretat i l'eficàcia de l'ús del cànnabis per tractar malalties.
Les proves preliminars han indicat que el cànnabis podria reduir les nàusees i els vòmits durant la quimioteràpia i reduir el dolor crònic i espasmes musculars. Pel que fa al cànnabis o cannabinoides no inhalats, una revisió de 2021 va trobar que proporcionava poc alleujament contra el dolor crònic i les alteracions del son, i va provocar diversos efectes adversos transitoris, com ara deteriorament cognitiu, nàusees i somnolència.
L'ús a curt termini augmenta el risc d'efectes adversos menors i importants. Els efectes secundaris comuns inclouen marejos, sensació de cansament, vòmits i al·lucinacions. Els efectes a llarg termini del cànnabis no estan clars. Les preocupacions inclouen problemes de memòria i cognició, risc d'addicció, esquizofrènia en els joves i el risc que els nens la prenguin per accident.

## Estudis clínics
Per poder fer estudis controlats s'ha hagut de recórrer a l'administració dels cannabinoides en forma oral o parenteral; ja que no poden ser realitzats en la forma d'ús habitual (inhalada, tot fumant) per la impossibilitat d'emmascarar l'efecte amb cap placebo. A més, la presa inhalada, de tota la planta, comporta tres limitacions de possible d'ús: edat pediàtrica, manca d'hàbit de fumar i malaltia pulmonar (habitualment l'obstructiva crònica o qualsevol que cursi amb insuficiència respiratòria o hiperreactivitat bronquial).
L'efecte més reconegut és l'antiemètic (afavoreix la desaparició de les nàusees i el vòmit) en malalts de càncer sotmesos a tractaments de quimioteràpia. Aquestes propietats antivomitives són atribuïdes a la presència de tetrahidrocannabinol. A més,el seu ús per via oral està aprovat als Estats Units per la FDA.
També té un efecte orexigen (capacitat d'augmentar la gana); aplicada als malalts de SIDA, ja que poden millorar el seu estat d'aprimament. Hi ha iniciat un protocol per al tractament de malalts de SIDA.
Té un efecte analgèsic, acompanyat directament de l'efecte sedatiu; calen més estudis ben dissenyats per valorar la utilitat real en el tractament agut (dolor neuropàtic en pacients oncològics, migranya), ja sigui sol o juntament amb altres antiàlgics, ja que no ha respost massa bé al dolor postoperatori. En una recent metanàlisi es conclou que el tractament amb cannabis és moderadament eficaç per al tractament del dolor crònic, però els efectes beneficiosos poden ser parcialment (o completament) compensats pels efectes secundaris potencialment seriosos (alteracions de la percepció, de la funció motora i de la funció cognitiva).
Els cannabioniodes que conté disminueixen la pressió intraocular (PIO), degut a una menor producció d'humor aquós, d'aquí que s'hagi estudiat la seva possible utilitat en el glaucoma. Ha estat darrerament revisat. El seu ús sistèmic (per fumar) procedeix d'estudis realitzats ja el 1971, però no hi ha cap estudi controlat d'eficàcia a mitjà o llarg termini, i dos estudis determinen que hi ha una disminució progressiva de l'efecte, que juntament amb la disminució de la secreció lacrimal (que, degut a l'edat d'aquesta patologia, ja sol ser disminuïda en els pacients en glaucoma) ho fan desaconsellable; altres efectes indesitjables oculars són la hiperèmia conjuntival (no hi ha estudis sobre les repercussions) i els canvis pupil·lars (no semblen tenir massa repercussió). El seu ús tòpic natural no és possible degut a l'alta lipofília dels cannabinoides que impedeix accedir a l'humor aquós de l'ull i, per tant, induir la disminució de la PIO; hi ha en estudi l'aplicació de microemulsions de cannabinoides sintetitzats.
Els cannabionoides també afectarien la visió per afectació de la retina, però s'ignora cap possibilitat terapèutica en aquest sentit.
Té un efecte broncodilatador en persones sanes i amb asma, però no hi ha cap estudi dels efectes d'ús a mitjà o llarg termini que estableixi la seva utilitat en l'asma, a més hi ha evidències que incrementarien el risc d'aparició d'asma.
Els cannabinoides no s'han mostrat eficaços en el tractament de la demència tipus Alzheimer; i els resultats en l'atàxia i en el tremolor causat per l'esclerosi múltiple no són concloents.
Actualment s'està estudiant les possibilitats que pot tenir l'oli de les llavors del cànem en ús tòpic per a problemes en la pell.
Els efectes terapèutics del cànnabis encara poden tenir un ampli ventall de possibles efectes mèdics no reconeguts o descoberts degut a les recents legalitzacions i, per tant, l'augment d'estudis i investigations.